# Jean-Luc Ndayishimiye
Pour les articles homonymes, voir Ndayishimiye.
Jean-Luc Ndayishimiye, né le 25 mai 1991, est un footballeur rwandais évoluant actuellement au poste de gardien de but au Rayon Sports.

## Palmarès
- Champion du Rwanda en 2010, 2011 et 2012 avec l'APR FC
- Vainqueur de la Coupe du Rwanda en 2009 avec l'ATRACO FC, en 2010, 2011 et 2012 avec l'APR FC
- Vainqueur de la Coupe Kagame inter-club en 2009 avec l'ATRACO FC, en 2010 avec l'APR FC